# Szczawin Kościelny (gromada)
Szczawin Kościelny – dawna gromada, czyli najmniejsza jednostka podziału terytorialnego Polskiej Rzeczypospolitej Ludowej w latach 1954–1972.
Gromady, z gromadzkimi radami narodowymi (GRN) jako organami władzy najniższego stopnia na wsi, funkcjonowały od reformy reorganizującej administrację wiejską przeprowadzonej jesienią 1954 do momentu ich zniesienia z dniem 1 stycznia 1973, tym samym wypierając organizację gminną w latach 1954–1972.
Gromadę Szczawin Kościelny z siedzibą GRN w Szczawinie Kościelnym utworzono – jako jedną z 8759 gromad na obszarze Polski – w powiecie gostynińskim w woj. warszawskim, na mocy uchwały nr VI/10/3/54 WRN w Warszawie z dnia 5 października 1954. W skład jednostki weszły obszary dotychczasowych gromad Budy Kaleńskie, Helenów, Kaleń, Misiadła, Przychód i Szczawin Kościelny, ponadto wieś Jesionka z dotychczasowej gromady Jesionka, wieś Szczawinek i wieś Szczawin Mały z dotychczasowej gromady Szczawinek oraz kolonia Walentynów, kolonia Wincentów, wieś Reszki i osada Reszki z dotychczasowej gromady Reszki ze zniesionej gminy Szczawin w tymże powiecie. Dla gromady ustalono 13 członków gromadzkiej rady narodowej.
1 stycznia 1959 do gromady Szczawin Kościelny przyłączono obszary zniesionych gromad: Kunki, Nowy Szczawin Borowy (bez wsi Gołas i Łuszczanów) i Osowia – w tymże powiecie.
Gromada przetrwała do końca 1972 roku, czyli do kolejnej reformy gminnej. 1 stycznia 1973 w powiecie gostynińskim reaktywowano gminę Szczawin Kościelny (do 1954 jednostka nosiła nazwę gmina Szczawin).